# Landtag dell'Alta Austria
Il Landtag dell'Alta Austria (in lingua tedesca: Oberösterreichischer Landtag) è l'assemblea legislativa monocamerale dello stato federato austriaco dell'Alta Austria. La sede del parlamento è il Linzer Landhaus.
La composizione del governo statale si basa sul sistema di rappresentanza proporzionale . Ciò significa che tutti i partiti con un certo numero di deputati nel parlamento regionale sono rappresentati anche con almeno un seggio nel governo.